# Гринцане Кавоур
Гринцане Кавоур (итал. Grinzane Cavour) је насеље у Италији у округу Кунео, региону Пијемонт.
Према процени из 2011. у насељу је живело 1812 становника. Насеље се налази на надморској висини од 269 м.

## Становништво
| 1936. | 1951. | 1961. | 1971. | 1981. | 1991. | 2001. | 2011. |
| ----- | ----- | ----- | ----- | ----- | ----- | ----- | ----- |
| 901   | 856   | 832   | 862   | 1.427 | 1.613 | 1.812 | 1.938 |